# Iglesia de San Miguel Arcángel (Cumbres Mayores)
La iglesia parroquial de San Miguel Arcángel es un templo católico del siglo XV ubicado en la localidad onubense de Cumbres Mayores (Andalucía, España). Se encuentra localizado al norte de la villa, en la zona más alta de la población. Junto con el castillo forma parte del núcleo monumental de la localidad.

## Historia
Están documentadas numerosas reformas a lo largo de la historia del templo. En 1720 se realizó un nuevo presbiterio. Dos años después, hubo de repararse la cubierta por los daños que causó un huracán. En 1730 se realizó la portada lateral, de estilo neoclásico. También hubo obras en 1798, que se sufragaron con la venta de parte del valioso ajuar de platería mexicana con el que cuenta la parroquia.
Fue declarada Monumento Histórico en julio de 1985. También fue registrada como Monumento de Interés cultural, siendo inscrita en el Catálogo General del Patrimonio Histórico Andaluz el 13 de octubre de 2010.

## Exterior

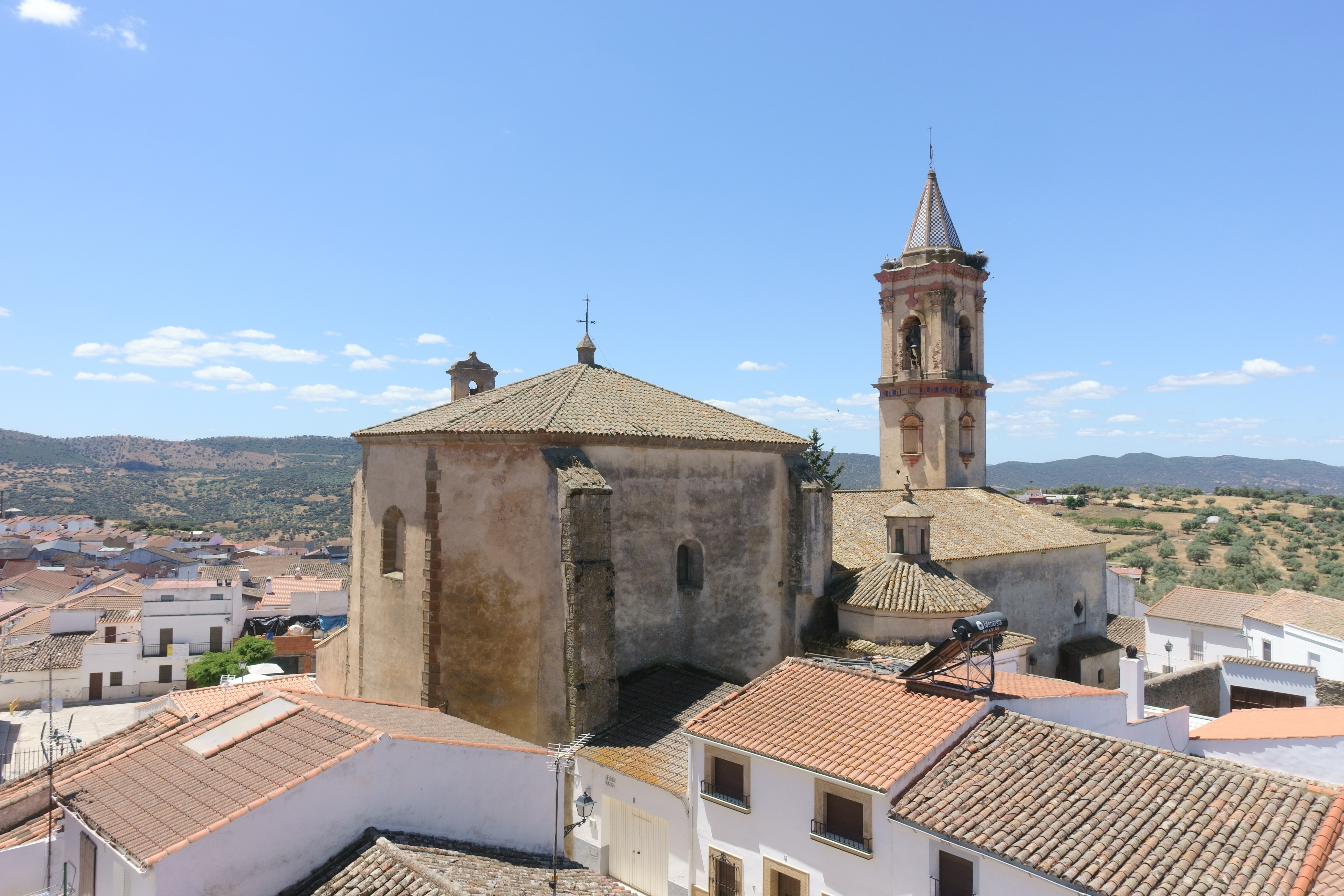
Vista desde el castillo

La parroquia tiene tres puertas de acceso: la Puerta del Sol realizada en 1730, la Puerta de la Luna fechada en el siglo XVII; y la situada en la fachada a los pies del edificio. Ésta viene determinada por la esbelta torre construida entre 1746 y 1750.
La torre campanario es de tres cuerpos. El primero es casi totalmente macizo, pues sólo presenta el reloj de sol y un pequeño óculo. En el segundo destaca una hornacina de frontón mixtilíneo con dos pilastras laterales sobre las que se encuentra el reloj. El cuerpo de campanas es el más elaborado. Presenta una cornisa de triglifos y metopas que lo separan del segundo cuerpo. Los vanos del campanario, uno a cada lado, se enmarcan por parejas de pilastras corintias. El conjunto se remata por una cornisa y chapitel octogonal.
La Puerta del Sol es el acceso principal al templo. Se abre en el segundo tramo de la nave de la epístola. Realizada en 1730, esta portada se conforma por un arco de medio punto cuyas impostas van enmarcadas por molduras. Sobre ella se sitúa el escudo del Cabildo Catedralicio de Sevilla y un frontón triangular coronado por tres jarras con azucenas. Estos elementos podrían proceder del desaparecido Convento de Santa Clara. Dentro del frontón hay un panel cerámico con una representación solar que da nombre a la puerta.
Al exterior, los volúmenes de la nave se ven rebasados por los de la sacristía, el presbiterio y las capillas laterales, destacando la Capilla Sacramental cubierta por un cuerpo piramidal de ocho lados. En el lado del Evangelio destaca el volumen de la capilla bautismal, con un único óculo hacia el exterior.

## Interior
El interior se ordena mediante planta rectangular con una sola nave, de estilo gótico-mudéjar, y un ábside poligonal (presbiterio), de gran profundidad y elevado sobre un pódium. La nave tienes tres tramos más el coro a los pies, que cobija en el lado de la epístola una pequeña capilla bautismal. Se dividen los tramos por arcos apuntados, apoyados en pilares hexagonales muy alargados de ladrillo y en grandes sillares de granito que forman sus arranques. Sus basas están esculpidas con motivos góticos. La cubierta es de bóvedas nervadas sexpartitas, con nervios diagonales y espinazo, que se forman mediante arcos transversales muy apuntados. Los nervios son de ladrillo y las claves de piedra decoradas con adornos cerámicos del siglo XVI.
Al lado del evangelio se sitúa la sacristía, contigua al ábside, y el camarín de la Virgen del Rosario. En cada lateral del primer tramo se encuentran las capillas de Ánimas, hoy dedicada a Santa Catalina, y del Sagrario, planeadas y construidas por el maestro Hernán Ruiz II, maestro mayor de la Catedral de Sevilla, a principios del siglo XVI, de estilo renacentista.

### Retablo Mayor
Fue construido gracias al legado que a principios del siglo XVIII dejó a la parroquia de su localidad natal Juan Gómez Márquez, vecino de la localidad de Antequera de Oaxaca (México). La donación, realizada entre 1715 y 1718, constaba de un conjunto de piezas de orfebrería, pinturas y dinero en efectivo. Francisco García Regasia fue comisionado para recoger en Sevilla el cargamento enviado desde Nueva España el 8 de febrero de 1719. El 4 de marzo del mismo año se levanta acta notarial entrega de los bienes, incluyen 14.000 reales para realizar el retablo del altar mayor de la iglesia de San Miguel.
El retablo, de grandes proporciones y sabor plenamente barroco, fue realizado al menos en parte por el escultor Juan García. De él son seguras las imágenes de Dios Padre, San Pedro y San Juan Bautista, la decoración de ángeles y la cabeza degollada de San Juan Bautista. La hornacina central está dividida en dos manifestadores que acogen al titular, San Miguel Arcángel, en el registro inferior y a la Virgen de la Tórtola o de las Cumbres en el superior. El dorado corrió a cargo de Juan Antonio del Bosque.
Con anterioridad al actual, consta que existía un retablo del siglo XVI con una imagen escultórica de San Miguel. Sobre él había una viga de imaginería de la cual nos han quedado las imágenes de Cristo crucificado, la Virgen y San Juan Evangelista. Este Calvario fue reaprovechado para el ático del actual retablo.
Se completa el retablo con el frontal de plata labrada, barroco mexicano, donado por el Capitán Gómez Márquez en 1719.

### Capilla Sacramental
La capilla sacramental, antigua del Rosario, es de planta cuadrada cubierta con bóveda de media naranja sobre pechinas y arcos de medio punto que se apean en pilares rectangulares. Cuenta con dos óculos para su iluminación. En 1732 se le adosó el camarín de planta cuadrada, cubierto con bóveda vaida.
En el retablo de la capilla podemos ver la pequeña imagen del Niño Jesús, que contaba con hermandad propia en 1704.

### Capilla de Santa Catalina
La capilla de Santa Catalina, primitivamente dedicada a las Ánimas Benditas, es de planta cuadrada cubierta con bóveda de media naranja sobre pechinas y arcos de medio punto. se accede a ella mediante un arco apuntado doble de granito del siglo XVI. En los primeros años del siglo XX se levantó el monumento funerario de José María Morón y Barrientos.

### Imaginería
Los distintos retablos del templo acoge obras escultóricas de calidad. La imagen de San José, de barro cocido, fue realizada por Pedro Gaitán en el siglo XVII. Tras permanecer muchos años en la sacristía, fue cedida al Museo Diocesano de Arte Sacro y posteriormente recuperada para la parroquia. Del siglo XVIII es la imagen de talla completa de San Antonio Abad. Fue titular de la antigua cofradía de los matarifes y arrieros, que existía en 1772.
El Cristo crucificado, con la advocación de la Misericordia, es una imagen de madera policromada del siglo XVIII adscrita a un seguidor de Martínez Montañés. Recibe culto en un retablo decorado con cartelas con los atributos de la Pasión. Procesiona en Semana Santa, igual que el Cristo Yacente, del siglo XVIII y de autor desconocido. Era ésta una imagen articulada que antiguamente se utilizaba para la ceremonia del descendimiento. La imaginería pasionista de la parroquia se completa con una dolorosa de vestir, de escuela valenciana del siglo XIX.

### Platería
La parroquia es propietaria de la mejor colección de platería hispanoamericana de época colonial que se conserva en la provincia de Huelva. Su cronología abarca desde la segunda mitad del siglo XVII hasta los primeros años del XIX. Este legado estuvo compuesto originalmente por una cuarentena de piezas, de las que actualmente se conservan solo dieciséis.
Consta que parte de estas donaciones fueron realizadas por Juan Gómez Márquez, natural de Cumbres Mayores que emigró a Antequera de Oaxaca en el Virreinato de Nueva España. La fortuna que acumuló en sus negocios como mercader le permitió ejercer una labor de mecenazgo en la tierra que le vio nacer, patrocinando la construcción del retablo mayor de la parroquia. El legado que remitió a la parroquia incluía piezas para el servicio del altar, como cálices copones y vinajeras, además de custodias, manifestadores, coronas o medias lunas.
Una de las piezas más destacables es el ostensorio de plata sobredorada de comienzos del siglo XVIII. Cuenta con una estructura bastante original. se compone de un basamento hexagonal apeado sobre seis patas. El asta está rematada por la imagen de San Miguel Arcángel, en cuya cabeza descansa el viril rodeado por un sol de rayos rectos de sección romboidal que se alternan con rayos flamígeros. Los rayos están enriquecidos por importantes piezas de pedrería.
Otra pieza de interés es el manifestador de estilo barroco. Con una tupida ornamentación floral y vegetal, tiene una estructura en forma de tríptico rematada por una gran venera. En su centro figura una gran cartela con la Virgen de la Soledad. en torno a ella figura la inscripción Nuestra Señora de la Soledad de la ciudad de Oaxaca. A. Roma E. Figuraba ya en el inventario de 1716.
El ajuar de orfebrería de la parroquia ha sufrido diversos avatares, como los robos perpetrados el 30 de abril de 1750 y el 10 de diciembre de 1866, o el incendio que se desató en la sacristía en 1807. Además, sabemos que las obras del templo acaecidas en 1798 fueron sufragadas en parte con la venta y fundición de algunas de estas piezas.